# Приватне повідомлення
Приватне повідомлення  -
повідомлення в електронному вигляді від однієї особи до іншої, як правило таке повідомлення можуть читати тільки дві особи (та яка відправила і та яка отримала). Найчастіше використовуються для особистого спілкування з друзями і сім'єю, проте також можуть виконувати інші завдання щодо підвищення ефективності і скорочення часу роботи. Приватні повідомлення в своїй сукупності утворюють приватний чат з певною історією переписки. Приватні повідомлення є невід'ємною частиною інтерфейсу всіх соціальних мереж і меседжерів
. Також такі повідомлення присутні в програмах широкого кола призначення для спілкування  між користувачами. Протилежністю приватних повідомлень є публічні повідомлення, які хоч і можуть бути направлені до одної особи, але є відкритими для прочитання широким загалом користувачів комп'ютерної програми або месенджера. 
Інколи в соціальних мережах використовуються скорочення у вигляді абревіатури: 
- ПП або пп (скорочення від "приватні повідомлення");
- PM або pm (скорочення з англійської "Personal (Private) Message").